# Düdenbüttel
Düdenbüttel er en kommune i Stade-distriktet, Niedersachsen, i Tyskland.
Området hørte oprindeligt til bispesædet Hamborg-Bremen. I 1648 blev det omdannet til Hertugdømmet Bremen, som først blev regeret af svenskerne og fra 1715 under den Hannoverske krone. I 1823 blev hertugdømmet afskaffet og dets territorium blev herefter en del af Stade-regionen.